# 18610 Arthurdent
Arthurdent (asteróide 18610) é um asteróide da cintura principal, a 2,007613 UA. Possui uma excentricidade de 0,2123591 e um período orbital de 1 486,33 dias (4,07 anos).
Arthurdent tem uma velocidade orbital média de 18,65592907 km/s e uma inclinação de 5,57244º.